# Ворота Сан-Джованни
Ворота Сан-Джованни (итал. Porta San Giovanni) — ворота Аврелиановой стены, названные так по базилике Сан-Джованни-ин-Латерано.
Ворота были построены при папе Григории XIII Jacopo del Duca в 1574 году недалеко от античных Ослиных ворот. Эти ворота (как и другие римские ворота эпохи Ренессанса, например, порта Пиа) не были построены для оборонительных целей , они облицованы декоративными тёсаными камнями.